# Steve (atmosfäriskt fenomen)

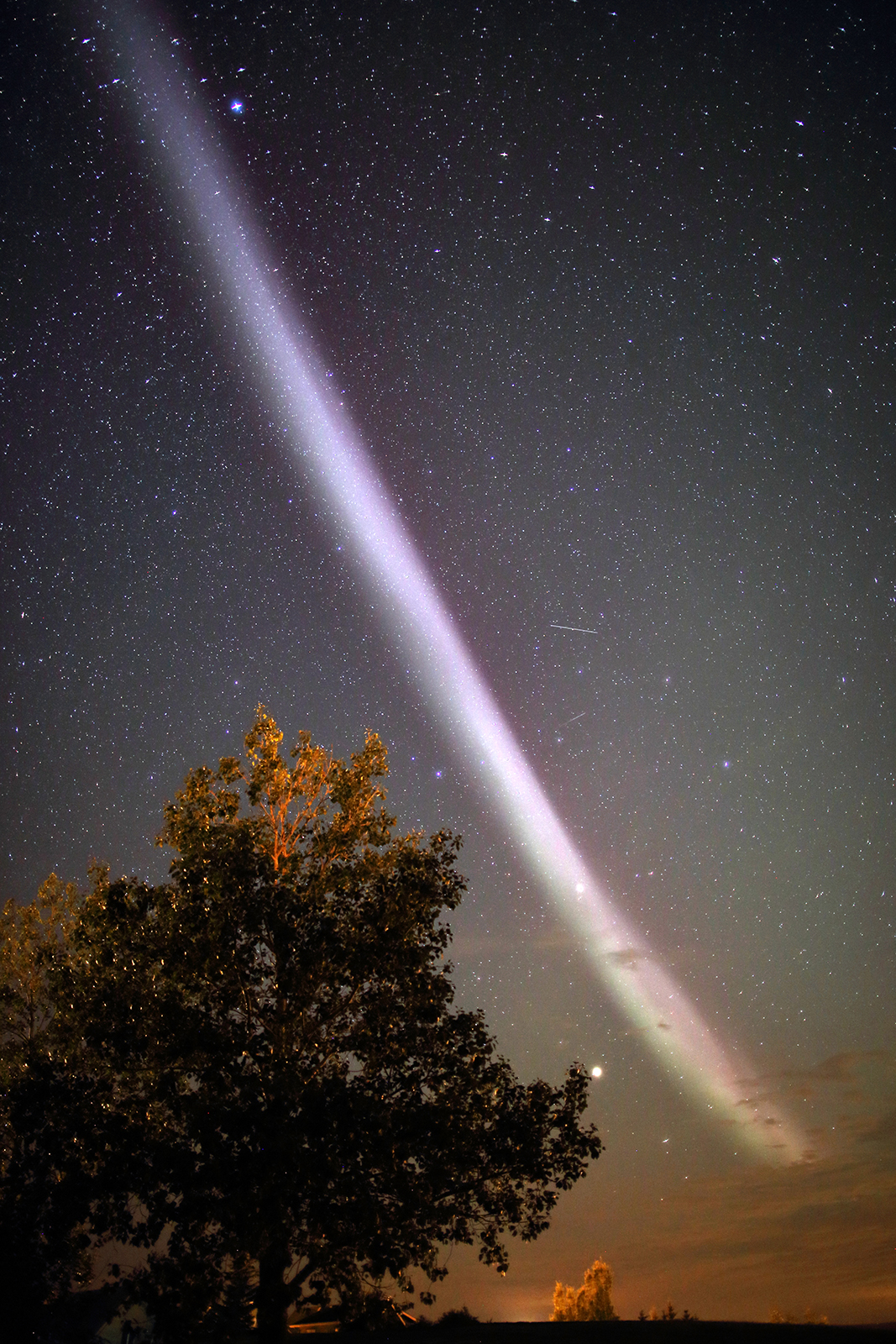
Foto av Steve, den 17 augusti 2015 i Little Bow Resort, i Kanada.

Steve är ett atmosfäriskt optiskt fenomen som framträder som ett ljuslila lysande band som kan sträcka sig 1 000 kilometer upp i skyn. Tidigare har det ofta beskrivits som en speciell form av polarsken men idag anses det ha andra fysikaliska orsaker. Ljusfenomenet är inte ovanligt och har varit känt länge, men det var först kring 2016 som det började omskrivas i vetenskapliga skrifter efter att en av European Space Agencys Swarm-satelliter flög igenom en Steve. Data från denna passage visade att Steve orsakas av ett 25 km brett band av heta gaser på en höjd av 450 km, med en temperatur på 3000 °C och en hastighet av 6 km/s, cirka 500 gånger snabbare än den omgivande atmosfären. Namnet Steve fick fenomenet av amatörastronomer intresserade av polarsken i norra Kanada. I efterhand har även vetenskapen gett ljusfenomenet namnet STEVE, men då som en förkortning av "Strong Thermal Emission Velocity Enhancement". I augusti 2018 visade forskare att ljuset som uppstår av en Steve inte beror på partiklar från solstormar utan att det är ett fenomen som uppstår i jonosfären, och därmed inte kan definieras som ett polarsken.